# Saison 2 de Helix
Chronologie
Saison 1
Cet article présente les treize épisodes de la deuxième saison de la série télévisée américaine Helix.

## Distribution

### Acteurs principaux
- Billy Campbell (VFB : Philippe Résimont) : Dr Alan Farragut
- Kyra Zagorsky (VFB : Valérie Muzzi) : Dr Julia Walker
- Mark Ghanimé (VFB : Michelangelo Marchese) : Major Sergio Balleseros
- Matt Long : Dr Kyle Sommer

### Acteurs secondaires
- Hiroyuki Sanada (VFB : Karim Barras) : Dr Hiroshi Hatake
- Jordan Hayes (VFB : Sophie Frison): Dr Sarah Jordan
- Neil Napier (VFB : Erwin Grünspan) : Dr Peter Farragut
- Meegwun Fairbrother (VFB : Nicolas Matthys) : Daniel
- Amber Goldfarb : Jay et Jane Walker
- Luciana Carro : Anana
- Catherine Lemieux (VFB : Marie-Noëlle Hébrant) : Dr Doreen Boyle
- Steven Weber : Frère Michael
- Alison Louder : Sœur Amy
- Severn Thompson : Sœur Anne
- Clare Coulter : Sœur Agnes
- Sean Tucker : Landry
- Jim Thorburn : Caleb
- Sarah Booth : Olivia
- Cameron Brodeur : Soren
- Kayla DiVenere : Lizzie
- Patricia Summersett : Lieutenant Winger
- Julian Bailey : Lieutenant Humphries
- Matthew Kabwe : Maxwell
- Cristina Rosato : Leila Weisner

## Diffusion
- États-Unis : du 16 janvier 2015 au 10 avril 2015 sur Syfy.
- France : du 20 janvier 2015 au 14 avril 2015 sur Syfy France.
- Elle est inédite dans les autres pays francophones.

## Liste des épisodes

### Épisode 1:San José
- États-Unis /  Canada : 16 janvier 2015 sur Syfy[1]
- France : 20 janvier 2015 sur Syfy France

- États-Unis : 1,003 million de téléspectateurs[2]

### Épisode 2:Retrouvailles
- États-Unis /  Canada : 23 janvier 2015 sur Syfy
- France : 27 janvier 2015 sur Syfy France

- États-Unis : 697 000 téléspectateurs[3]

### Épisode 3:Scion
- États-Unis /  Canada : 30 janvier 2015 sur Syfy
- France : 3 février 2015 sur Syfy France

- États-Unis : 634 000 téléspectateurs[4]

### Épisode 4:L'Héritage
- États-Unis /  Canada : 6 février 2015 sur Syfy
- France : 10 février 2015 sur Syfy France

- États-Unis : 484 000 téléspectateurs[5]

### Épisode 5:L'Affrontement
- États-Unis /  Canada : 13 février 2015 sur Syfy
- France : 17 février 2015 sur Syfy France

- États-Unis : 443 000 téléspectateurs[6]

### Épisode 6:Tyrannie
- États-Unis /  Canada : 20 février 2015 sur Syfy
- France : 24 février 2015 sur Syfy France

- États-Unis : 474 000 téléspectateurs[7]

### Épisode 7:Solutions radicales
- États-Unis /  Canada : 27 février 2015 sur Syfy
- France : 3 mars 2015 sur Syfy France

- États-Unis : 465 000 téléspectateurs[8]

### Épisode 8:Écrémage
- États-Unis /  Canada : 6 mars 2015 sur Syfy
- France : 10 mars 2015 sur Syfy France

- États-Unis : 522 000 téléspectateurs[9]

### Épisode 9:Ectogenesis
- États-Unis /  Canada : 13 mars 2015 sur Syfy
- France : 17 mars 2015 sur Syfy France

- États-Unis : 547 000 téléspectateurs[10]

### Épisode 10:Mère
- États-Unis /  Canada : 20 mars 2015 sur Syfy
- France : 24 mars 2015 sur Syfy France

- États-Unis : 570 000 téléspectateurs[11]

### Épisode 11:Plan B
- États-Unis /  Canada : 27 mars 2015 sur Syfy
- France : 31 mars 2015 sur Syfy France

- États-Unis : 519 000 téléspectateurs[12]

### Épisode 12:Ascendance
- États-Unis /  Canada : 3 avril 2015 sur Syfy
- France : 7 avril 2015 sur Syfy France

- États-Unis : 540 000 téléspectateurs[13]

### Épisode 13:Merveilleux Nouveau-Monde
- États-Unis /  Canada : 10 avril 2015 sur Syfy
- France : 14 avril 2015 sur Syfy France

- États-Unis : 438 000 téléspectateurs[14]